# Wojciech Grochala
Wojciech Grochala (ur. 25 marca 1931 w Hucisku, zm. 17 lutego 1982 w Warszawie) – polski polityk, wojewoda krośnieński.

## Życiorys
Urodził się 25 marca 1931 w Hucisku w rodzinie chłopskiej, syn Franciszka i Marii. Ukończył Liceum Pedagogiczne i został nauczycielem.
W latach 1947–1948 należał do Związku Walki Młodych, a w latach 1948–1956 do Związku Młodzieży Polskiej. W latach 1951–1952 był słuchaczem Oficerskiej Szkoły Politycznej w Łodzi, a w latach 1955–1957 był słuchaczem Wojskowej Akademii Politycznej w Warszawie. Przez sześć lat służył w ludowym Wojsku Polskim. 
Następnie pracował w Komitecie Centralnym Związku Młodzieży Socjalistycznej, Komendzie Ochotniczych Hufców Pracy. W latach 1960–1962 był przewodniczącym Zarządu Powiatowego ZMS w Sanoku, był także I sekretarzem Komitetu Powiatowego ZMS w Sanoku. W 1951 roku był kandydatem, a od 25 sierpnia 1952 roku należał do PZPR, w której został działaczem aparatu partyjnego. 4 maja 1953 został wybrany członkiem Komisji Rewizyjnej Komitetu Wojewódzkiego PZPR w Rzeszowie. Pełnił mandat radnego Miejskiej Rady Narodowej w Sanoku kadencji 1961-1965. 
Od 1 lutego do 30 września 1962 roku był sekretarzem ds. organizacyjnych KP PZPR w Sanoku, od 1 października 1962 roku do 12 października 1972 roku I sekretarzem KP PZPR w Brzozowie, od 13 października 1972 do 31 maja 1975 I sekretarzem Bieszczadzkiego KP PZPR w Lesku oraz równolegle od 11 listopada 1972 roku do 31 maja 1975 roku sekretarzem Komitetu Wojewódzkiego PZPR w Rzeszowie. 
Po zmianach w podziale administracyjnym PRL w 1975 pełnił urząd wojewody krośnieńskiego od 1 czerwca 1975 do 6 września 1977 roku. Równocześnie od 5 czerwca 1975 był członkiem Plenum oraz Egzekutywy KW PZPR w Krośnie. Później był kierownikiem Wydziału Ekonomicznego w CRZZ.
W trakcie kariery politycznej ukończył studia na Wydziale Prawa Uniwersytetu Marii Curie-Skłodowskiej, uzyskując tytuł magistra praw. Od 1 stycznia 1981 roku był słuchaczem studiów doktoranckich na WAP w Warszawie.
Zmarł nagle 17 lutego 1982 roku w Warszawie. Został pochowany na Cmentarzu Wojskowym na Powązkach w Warszawie 22 lutego 1982 (kwatera C37-8-8). Był żonaty, miał córki.

## Odznaczenia
- Krzyż Oficerski Orderu Odrodzenia Polski
- Krzyż Kawalerski Orderu Odrodzenia Polski
- Medal 30-lecia Polski Ludowej
- Medale „Za zasługi dla obronności kraju”
- Złote odznaczenie im. Janka Krasickiego
- Srebrne odznaczenie im. Janka Krasickiego
- Odznaka „Za zasługi dla województwa krośnieńskiego”
- Odznaczenia państwowe i resortowe
- Odznaka „Zasłużony dla Sanoka” (1976)[5]